# Culdees
Os Culdees (em irlandês:  Céilí Dé, lit. "Companheiros de Deus") eram membros de comunidades monásticas e eremíticas cristãs ascéticas da Irlanda, Escócia, País de Gales e Inglaterra na Idade Média. Aparecendo primeiro na Irlanda e posteriormente na Escócia, ligados a catedrais ou igrejas colegiadas, eles viviam de maneira monástica, embora não fizessem votos monásticos.

## Etimologia
Segundo o teólogo suíço Philip Schaff, o termo Culdee ou Ceile De, ou Kaledei, apareceu pela primeira vez no século VIII. Embora "dando origem a muita controvérsia e teorias insustentáveis", provavelmente significa servos ou adoradores de Deus. O termo era aplicado aos anacoretas, que, em total reclusão da sociedade, buscavam a perfeição da santidade. Eles depois se associaram em comunidades de eremitas e foram finalmente colocados sob o domínio canônico junto com o clero secular. Foi na época que o nome Culdee se tornou quase sinônimo de cônego secular.
Segundo François Bonifas, no entanto, a Igreja culdeana foi fundada no século II e restaurada por São Patrício na Irlanda no século V.

## História

### Irlanda
No decorrer do século IX, nove lugares na Irlanda são mencionados (incluindo Armagh, Clonmacnoise, Clones, Devenish e Sligo) onde as comunidades de Culdees foram estabelecidas.
Óengus, o Culdee viveu no último quartel do século VIII e é mais conhecido como o autor do Félire Óengusso "o Martirológio de Óengus". Ele fundou Dísert Óengusa perto de Croom em 780. Maelruan, sob o qual Oengus viveu, elaborou uma regra para os Culdees de Tallaght que prescrevia suas orações, jejuns, devoções, confissões e penitências, mas não há evidências de que essa regra fosse amplamente aceito até mesmo nos outros estabelecimentos Culdeanos. Fedelmid mac Crimthainn, Rei de Munster (820-846), foi dito ter sido um Culdee proeminente.
De acordo com William Reeves, eles eram análogos aos cônegos seculares e ocupavam uma posição intermediária entre o clero monástico e paroquial. Em Armagh, eles eram presididos por um prior e eram cerca de doze. Eles eram o clero oficiante das igrejas e se tornaram os ministros permanentes da catedral. A manutenção do serviço divino e, em particular, a prática do culto coral, parece ter sido sua função especial e os tornou um elemento importante da economia da catedral.
No entanto, após a morte de Maelruan em 792, Tallaght é esquecido, e o nome Ceile-De desaparece dos anais irlandeses até 919, quando os Quatro Mestres registram que Armagh foi saqueado pelos dinamarqueses, mas que as casas de oração, "com a povo de Deus, que é Ceile-De", foram poupados. Entradas subsequentes nos anais mostram que havia Culdees em Clondalken, em Monahincha em Tipperary e na Ilha Scattery.
As guerras dinamarquesas afetaram as casas Culdee. Clondalken e Clones desapareceram completamente. Em Clonmacnoise, já no século XI, os Culdees eram leigos e casados, enquanto os de Monahincha e Scattery Island, sendo totalmente corruptos e incapazes, ou relutantes, de reformar, deram lugar aos cônegos regulares. Em Armagh, os cônegos regulares foram introduzidos na igreja catedral no século XII e tiveram precedência sobre os Culdees, seis em número, um prior e cinco vigários. Estes ainda continuaram uma existência corporativa, encarregados da celebração dos ofícios divinos e do cuidado do edifício da igreja: eles tinham terras separadas e às vezes eram responsáveis por paróquias. Quando um capítulo era formado, por volta de 1160, o prior geralmente ocupava o cargo de precentor, seus irmãos eram vigários corais, e ele próprio se classificava no capítulo ao lado do chanceler. Ele foi eleito por seu irmão Culdees e confirmado pelo primaz, e teve voz na eleição do arcebispo em virtude de sua posição no capítulo.
Como Ulster foi a última das províncias irlandesas a ser efetivamente submetida ao domínio inglês, os Culdees de Armagh sobreviveram por muito tempo a seus irmãos em toda a Irlanda. Os Culdees de Armagh resistiram até a dissolução em 1541 e desfrutaram de uma ressurreição fugaz em 1627, logo após a qual sua antiga propriedade passou para o coral dos vigários da catedral.

### Escócia
Na Escócia, os Culdees eram mais numerosos do que na Irlanda: treze estabelecimentos monásticos eram povoados por eles, oito em conexão com catedrais. Os monges de Iona foram expulsos pelo rei picto Nechtan, filho de Derile, em 717. Não há menção de qualquer Culdee em qualquer mosteiro de Columba, seja na Irlanda ou na Escócia, até muito depois do tempo de Columba: em 1164 que os Culdees são mencionados como sendo em Iona, mas em uma posição subordinada. Os Culdee de Loch Leven viviam em St Serf's Inch, que lhes havia sido dado por um príncipe picto, Bridei, por volta de 700. Em 1093 eles entregaram sua ilha ao bispo de St Andrews em troca de comida e roupas perpétuas, mas Robert, o bispo em 1144, entregou todas as suas vestes, livros e outras propriedades, com a ilha, aos recém-fundados Cônegos Regulares, em que os Culdees provavelmente foram incorporados.
A capela Culdee em St Andrews em Fife pode ser vista a nordeste de sua catedral em ruínas e da muralha da cidade. É dedicado a 'Santa Maria na Rocha' e é cruciforme. É usado pelas igrejas locais de St Andrews para o serviço da manhã de Páscoa. Nos primeiros dias havia vários estabelecimentos Culdee em Fife, provavelmente pequenas estruturas rudes acomodando 30 ou 40 fiéis, e possivelmente tal estrutura ficava na igreja atual ou perto dela. Em 1075 a carta de fundação da Igreja Dunfermline foi concedida pelo rei Malcolm III, e entre as posses, ele concedeu à igreja estava o Condado de Kirkcaladinit, como Kirkcaldy era então conhecido. Crínán de Dunkeld, avô de Máel Coluim III, era um abade leigo, e a tradição diz que mesmo os membros do clero eram casados, embora, ao contrário dos padres da Igreja Ortodoxa, vivessem separados de suas esposas durante o período de serviço sacerdotal.
As imagens que temos da vida de Culdee no século XII variam consideravelmente. As principais casas na Escócia estavam em St Andrews, Scone, Dunkeld, Lochleven, Monymusk em Aberdeenshire, Abernethy e Brechin. Cada um era um estabelecimento independente controlado inteiramente por seu próprio abade e aparentemente dividido em duas seções, uma sacerdotal e outra leiga. Os sacerdotes Culdees foram autorizados a se casar. Em St Andrews, por volta do ano 1100, havia treze Culdees ocupando cargos por posse hereditária, alguns aparentemente prestando mais atenção à sua própria prosperidade do que aos serviços da igreja ou às necessidades da população. Em Loch Leven, não há vestígios de tal independência parcial.
Como o historiador religioso escocês do século XIX e ministro presbiteriano AJ Wylie explica em sua História da Nação Escocesa, Vol. III., "O século XII, particularmente na Escócia e na Bretanha, foi uma época em que duas religiões cristãs de origens diferentes disputavam a posse da terra, a Igreja Romana e o antigo Rito Celta. A época era uma espécie de fronteira entre o Culdeísmo e Romanismo. Os dois se encontravam e se misturavam frequentemente no mesmo mosteiro, e a crença religiosa da nação era um murmúrio de doutrinas supersticiosas e algumas verdades bíblicas".[carece de fontes?]
Um movimento controverso para colocar a Igreja da Escócia sob a autoridade de Roma foi inaugurado pela esposa de Malcolm III, a Rainha Margarida e realizado por seus filhos Alexandre I e Davi I. Gradualmente, toda a posição passou para as mãos de Thurgot e seus sucessores no bispado. Cônegos Regulares foram instituídos e alguns dos Culdees se juntaram à Igreja Católica Romana. Aqueles que declinaram receberam um aluguel vitalício de suas receitas e permaneceram como um corpo separado, mas cada vez menor, até o início do século XIV, quando excluídos do voto na eleição do bispo, eles desapareceram da história. Da mesma forma, o Culdee de Monymusk, originalmente talvez uma colônia de St Andrews, tornou-se Cônego Regular da ordem agostiniana no início do século XIII, e os de Abernethy em 1273. Em Brechin, famoso como Abernethy por sua torre redonda, o prior Culdee e seus monges ajudaram a formar o capítulo da diocese fundada por Davi I em 1145, embora o nome tenha persistido por uma geração ou duas.
No final do século XIII, a maioria das casas escocesas de Culdee havia desaparecido. Alguns, como Dunkeld e Abernethy, foram substituídos por cônegos regulares: outros, como Brechin e Dunblane, foram extintos com a introdução de capítulos de catedrais. Um pelo menos, Monifieth, passou para as mãos de leigos. Em St. Andrews eles viviam lado a lado com os cônegos regulares e ainda se agarravam ao antigo privilégio de eleger o arcebispo. Mas sua reivindicação foi negada em Roma, e em 1273 eles foram impedidos até mesmo de votar. Eles continuaram a ser mencionados até 1332 nos registros de St. Andrews, onde "formaram um pequeno colégio de clérigos seculares de alto escalão intimamente ligados ao bispo e ao rei".

### Inglaterra
Absorções semelhantes sem dúvida explicam o desaparecimento dos Culdees de Iorque, o único estabelecimento inglês que usa o nome, suportado pelos cônegos de São Pedro por volta de 925 onde desempenharam no século X o duplo dever de oficiar na igreja da catedral e de aliviar os doentes e pobres. Quando uma nova catedral surgiu sob um arcebispo normando, eles cessaram sua conexão com a catedral, mas, ajudados por doações, continuaram a socorrer os necessitados. A data em que eles finalmente desapareceram é desconhecida.[carece de fontes?] Estes parecem ser os únicos casos em que o termo "Culdee" é encontrado na Inglaterra.

### Gales
O termo "Culdee" raramente é encontrado no País de Gales. Não sabemos o destino da casa Culdeana que existia em Snowdon e na Ilha de Bardsey, no norte do País de Gales, na época de Giraldus Cambrensis, mencionada (c. 1190) em Speculum Ecclesiae e Itinerarium, respectivamente. A antiga comunidade foi, diz ele, duramente oprimida pelos cobiçosos cistercienses.

## Origem
Hector Boece em sua história latina da Escócia (1516), faz dos Culdees do século IX ao século XII os sucessores diretos do monasticismo irlandês e ionico do século VI ao VIII. Alguns sugeriram que essas opiniões foram refutadas por William Reeves (1815-1892), bispo de Down, Connor e Dromore. James A. Wylie (1808–1890) defende fortemente que os Culdees (Keledei) da Escócia estão relacionados com a espiritualidade pelagiana cristã celta dos monges de Iona.[carece de fontes?]
Reeves sugere que Maelruan pode ter tido conhecimento do estabelecimento de cônegos em Metz pelo arcebispo Chrodegang, (d. 766), como uma classe intermediária entre monges e sacerdotes seculares, adotando a disciplina do sistema monástico, sem os votos, e dispensando o ofícios de ministros em várias igrejas.

## Interpretações conflitantes
O termo Culdee foi aplicado indevidamente a toda a Igreja celta, e uma pureza superior foi reivindicada para ele. Também foi afirmado que os Celtas ou Culdees foram os precursores do protestantismo. Escritores protestantes alegaram que os Culdees haviam preservado o cristianismo celta, livre de supostas corrupções romanas, em um canto remoto da Europa ocidental. Esta visão foi consagrada em Reullura de Thomas Campbell:
"Paz às suas sombras. Os puros Culdees
foram os primeiros sacerdotes de Deus de Albyn,
antes ainda uma ilha de seus mares
pelos pés do monge saxão foi pisado."
No entanto, Schaff mantém, "... esta inferência não é justificada. A ignorância é uma coisa, e a rejeição de um erro de conhecimento superior é outra coisa completamente diferente. ... Não há a menor evidência de que a Igreja celta tinha uma concepção mais elevada da liberdade cristã, ou de qualquer princípio distintivo positivo do protestantismo...".

## Na ficção
- Em The Railway Series, do Rev. W. Awdry, há uma ferrovia de cremalheira chamada Culdee Fell Railway. Uma das locomotivas a vapor chama-se Culdee. Na língua fictícia de Sudric da Ilha de Sodor, 'Culdee' é dito para traduzir como 'Companheiro de Deus', a montanha sendo nomeada para o santo padroeiro da ilha, Machan. O Rev. Awdry costumava usar nomes da religião e da Igreja Anglicana como nomes de lugares em seus livros. A ilha de Sodor, onde a série se passa, por exemplo, tem o nome de uma Diocese da Igreja da Inglaterra, a Diocese de Sodor e Man.
- 'Sun Dancing', de Geoffrey Moorhouse, as seções fictícias apresentam um relato de um particular asceta Culdee
- Os romances de Stephen Lawhead, Byzantium, Patrick, e a trilogia Celtic Crusades focam no Cele De.
- O conto de JP Moore, "Useful Visions", se passa em um mosteiro de Culdee.
- Uma colônia de Culdees na Islândia aparece no romance de fantasia de H. Warner Munn, Merlin's Ring.
- Culdees são uma parte proeminente da história do "Cutters' Penny" de Caiseal Mor.
- Na Profecia de Proinsas Mac a' Baird, uma seita moderna de Céile Dé ou 'Culdees' se envolve em uma conspiração contra o Vaticano.[15]